# El Hombre Gancho
El Hombre Gancho es una banda de rock mestizo cordobés creada en 1998, en su primera etapa (1999 - 2006) compuesto por Maikel de la Riva, Pepe García-Román, Juan Gamero Peña y Rafael Romero Rodríguez. Y en su 2º etapa desde 2014 hasta 2017 con Maikel de la Riva y Pepe García-Román.

## Componentes
- Maikel de la Riva - voz y guitarra (1998–2006)y desde 2014 hasta 2017.
- Pepe García-Román - guitarra y voces (1999–2006)y desde 2014 hasta 2017.
- Juan Gamero Peña - bajo (1998–2006).
- Rafael Romero Rodríguez - batería (1998–2006).

### Maikel de la Riva
Vocalista y guitarrista del grupo, comandó desde un principio el proyecto de este prolífico grupo cordobés, perteneciendo años atrás a grupos como "Malparaiso" o "Demonios en el Jardín", donde demuestra una gran capacidad creativa e incluso llega a cantar en conciertos más allá incluso de coros. Pero fue en El Hombre Gancho donde su personalidad dio un giro radical y su creatividad como letrista vio la luz desbordante. La vida pasa por sus canciones tal y como es, imprimiendo grandes dosis de descaro, detalle que también trasluce su trabajo con las seis cuerdas.

### Pepe García-Román
Fue a lo largo de los años el alma y cerebro de un gran número de bandas cordobesas, que en algunas ocasiones se quedaron a un paso del gran salto, como es el caso de "Malparaiso". En el grupo inyectó imaginación y nuevos aires en los arreglos, cerrando tiempos de inestabilidad en la banda, que se consolidó como cuarteto. Guitarrista versátil y arriesgado, supone el contrapunto a los géneros clásicos con lo que la banda se deja tentar, a los que introduce innovadores sonidos. Tras la separación del grupo, dio forma a un nuevo proyecto musical repasando la historia de la música de los últimos 50 años, 9 músicos en escena desde marzo de 2007 bajo el nombre de G. Street Band.

### Juan Gamero Peña
De la localidad cordobesa de La Rambla, era el más joven del grupo, pero con una gran experiencia como bajista. En ese camino dejó su impronta en una larga lista de grupos de su comarca y de la propia capital. 

### Rafael Romero Rodríguez
Muchas han sido las formaciones cordobesas que han tenido la suerte de contar con él en alguna ocasión para conceder fuerza a los repertorios más imprevistos. Su forma de tocar la batería conecta de manera directa con el ambiente provocador y no falto de chulería que revestía a alguna de las canciones del grupo.

## Historia
1998-2006.
El grupo comenzó con tres componentes (Pepe García-Román ingresó más tarde) alrededor de 1998 en Córdoba. Todos los miembros procedían de otras bandas y la riqueza en estilos que aportaron se presentaba plasmada en su obra. Ofreció un rock torero (como apuntaron Los Brincos años atrás, Gabinete Caligari o Los Rodríguez) o castizo por su aire sureño y fresco, a la par que auténtico, con letras bien logradas, genuinas y gamberras. Es un grupo que ha logrado darse a conocer y ha ido ascendiendo a base de esfuerzo y bien hacer en los directos de las 6 giras que han llevado a cabo por el territorio español, ya que no se han visto favorecidos por intensas promociones de cadenas de radio o televisión.
Han participado en discos con fines benéficos como La mirada de los niños, discos tributos a otros artistas como Hombres G, temas suyos han sido incluidos en recopilatorios como Calaveras y Diablitos Vol. II y en B.S.O. como Tuno Negro con su canción "Hoy" como tema central de la película.
El 6 de octubre de 2006 anunciaron el final de su carrera y publicaron un CD y un DVD con sus mejores temas grabado en directo en un concierto en el Gran Teatro de Córdoba, su ciudad natal.
2014 hasta 2017.
Tras 8 años desde el final de una primera etapa, Maikel y Pepe se encuentran con fuerzas, repertorio y actitud para presentar una colección de nuevas canciones que no quieren vivir del pasado, sino hacerse un hueco en el renovado panorama del Rock nacional.
Incontrolable, es el nuevo disco que fue editado el día 30 de octubre, tras un tiempo alejados de los escenarios. 
Su primer sencillo, con el homónimo título de Incontrolable, y que presentaron el pasado mes de agosto como invitados especiales en el Festival SONORAMA Ribera 2014, donde la banda se reencuentra nuevamente con el público. 
La grabación de este nuevo trabajo se gestó “a finales del año pasado –recuerdan Pepe y Maikel - nos pusimos a ensayar y apareció ese gusanillo que nos trajo nuevas canciones .”  
A principios de 2014,  comienzan a dar forma a canciones que crecen por sí mismas, “impregnadas de un sonido más contemporáneo, intenso, ecléctico y por momentos, épico, pero que inevitablemente mantienen una entidad y sello característico”.
El disco se compone de 9 temas, grabado y mezclado en los Estudios NEO Music Box (Aranda de Duero) y Filigrana en Córdoba, masterizado en Mastertips (Madrid).
Durante los años 2014 a 2017 sus nuevas canciones en concierto, ofreciendo esa particular propuesta de Rock mestizo y textos intensos que hacen de "El Hombre Gancho" una de las bandas con más personalidad del panorama del Rock en castellano.
Desde agosto de 2017 el proyecto musical no está activo.

## Discografía

### Álbumes
- Contigo porque me matas - (Sony-BMG/Ariola, 2000)
- ¿A santo de qué? - (Sony-BMG/Ariola, 2001)
- Navegantes - (Sony-BMG/Ariola, 2003)
- Si tú te dejas... - (EHG Registros Sonoros/V2, 2005)
- Las Aventuras de El Hombre Gancho - En Concierto desde el Gran Teatro de Córdoba (EHG Registros Sonoros/RoseVil/Fundación Autor, 2006)
- Incontrolable - (ElhombreGancho/Art de Troya/PopAdrados, 2014)

### DVD
- Las aventuras de El Hombre Gancho - En Concierto desde el Gran Teatro de Córdoba  (EHG Registros Sonoros/RoseVil/Fundación Autor, 2006)